# Kenneth Arias
Kenneth Arias is een Surinaams zanger en trompettist. Zijn bekendste hit is Wi na wan. Dit is het winnende nummer van SuriPop in 1990 en sindsdien een evergreen in de Surinaamse muziek.

## Biografie
Arias speelde in 1986 al eens mee als trompettist op de 12"-single Agar aap na hote van Shailendra & Sharda.
In 1990 kreeg hij landelijke bekendheid toen hij meedeed aan de zesde editie van SuriPop. Hij voerde het nummer Wi na wan op dat was geschreven door Julius Vreden. Het was dat jaar het winnende lied op het festival. Wi na wan (Wij zijn een) is een verbindend nummer tussen Surinamers en bleef ook in de jaren erna tot de verbeelding spreken. In de Top 38 Sranan poku's die Stichting Supo in 2013 ter gelegenheid van 38 jaar Surinaamse onafhankelijkheid uitbracht staat het nummer op de achtste plaats. Een ander bekend nummer van Arias is Lafu lasi.
Arias is geregeld gastmusicus tijdens speciale gelegenheden, zoals tijdens de viering van 70 jaar VOS in 2012 en in hetzelfde jaar tijdens de huldiging van Bryan Bijlhout na zijn zege in de talentenjacht The Winner is.... Verder is hij bekend als bandlid van Desire die jarenlang de begeleidingsband van Conchita Berggraaf in binnen- en buitenland is geweest.